# Leucozonia tuberculata
Leucozonia tuberculata is een slakkensoort uit de familie van de Fasciolariidae. De wetenschappelijke naam van de soort is voor het eerst geldig gepubliceerd in 1833 door Broderip.